# یانائول (باشقیرستان)
یانائول (انگلیسی: Yanaul, Shushnursky Selsoviet, Krasnokamsky District, Republic of Bashkortostan) یک شهرک در شهرستان کراسنوکامسکی استان باشقیرستان کشور روسیه است.